# Roubo da Lufthansa
O roubo (ou assalto) da Lufthansa ou roubo (assalto) à Lufthansa foi um assalto executado no Aeroporto Internacional John F. Kennedy na madrugada de 11 de dezembro de 1978. Estima-se que 5 000 000 de dólares em dinheiro (que corresponde a mais de USD 18 100 000 atualmente) e USD 875 000 em joias (USD 3 200 000 hoje) foram roubados, tornando-se o maior roubo de dinheiro cometido em solo norte-americano até à época. Jimmy Burke, associado à Família Lucchese, foi alegadamente o orquestrador do roubo, mas nunca foi formalmente acusado. Entre os comparsas de Burke estavam Tommy DeSimone, Angelo Sepe, Louis Cafora, Joe Manri, Paolo LiCastri e Robert McMahon.
Após o roubo, a polícia começou uma grande investigação. Paranoico e ganancioso, Burke ordenou a morte de diversas pessoas associadas com o roubo. A polícia atribuiu nove assassinatos a queima de arquivo, todos realizados entre dezembro de 1978 e junho de 1979. Muitos dos homicídios foram executados pelo próprio Burke e por DeSimone.
O dinheiro e as joias roubados nunca foram recuperados. Louis Werner, um supervisor de carga da empresa Lufthansa, foi a única pessoa condenada em relação ao assalto. Werner forneceu informações privilegiadas aos ladrões. Foi condenado por ajudar a planejar o assalto e sentenciado a 15 anos de prisão. Vincent Asaro, um antigo associado da família Lucchese, foi indiciado por seu suposto papel no assalto décadas depois. No entanto, em 2015, ele foi absolvido de todas as acusações em julgamento.
O roubo foi objeto de dois filmes de televisão, The 10 Million Dollar Getaway e The Big Heist, e é um elemento-chave na trama do filme Goodfellas, de 1990. Em julho de 2015, Rowman e Littlefield publicaram um livro chamado The Lufthansa Heist, que conta a história do crime. Foi co-escrito por Henry Hill, um gangster que era amigo pessoal dos envolvidos. A magnitude deste roubo fez dele um dos mais antigos crimes nos Estados Unidos.